# Guilherme Fisher Berquó Poças Falcão
Guilherme Fisher Berquó Poças Falcão ComB (Ponta Delgada, 11 de Novembro de 1855 — Ponta Delgada, 14 de Novembro de 1942) foi um advogado e político açoriano que se distinguiu como benemérito.

## Biografia
Nasceu em Ponta Delgada filho do conselheiro Eusébio Dias Poças Falcão e de Maria da Luz Fisher Berquó, esta herdeira de grande fortuna e ligada às mais influentes famílias micaelenses da época, e irmão de Luís Fisher Berquó Poças Falcão.
Formou-se bacharel em Direito pela Faculdade de Direito da Universidade de Coimbra, concluindo o curso no ano de 1877, regressando nesse ano à sua cidade natal onde abriu banca de advogado. Para além da advocacia dedicou-se à administração dos bens familiares e desempenhou por algum tempo funções como oficial do Governo Civil do Distrito de Ponta Delgada.
Foi um influente membro do Partido Progressista, desempenhando diversas funções na política local, entre as quais as de presidente da Câmara Municipal de Ponta Delgada no ano de 1902. Foi então agraciado com a carta de conselho.
Foi um dos grandes defensores do primeiro movimento autonomista, sendo nesse contexto eleito como procurador à Junta Geral que resultou do Decreto de 2 de Março de 1895, sendo escolhido em 1905 para vice-presidente daquela corporação, e para seu presidente de 1908 a 1910.
A implantação da República Portuguesa obrigou-o a afastar-se da actividade política, dedicando-se então exclusivamente à administração dos seus bens e a diversas obras de beneficência. Não tendo filhos, distinguiu-se como protector das instituições de caridade da ilha de São Miguel, ficando conhecido como um dos maiores beneméritos micaelenses. Entre as suas acções de filantropia estava o auxílio a estudantes pobres e o patrocínio às actividades da Sociedade Afonso Chaves, instituída em memória de Afonso Chaves, cientista de quem fora condiscípulo.
Em reconhecimento dos seus méritos como filantropo, recebeu a 19 de Novembro de 1941 o grau de Comendador da Ordem de Benemerência.
É autor de uma monografia sobre o Convento de Santo André.